# Молодіжна збірна Киргизстану з футболу
Молодіжна збірна Киргизстану з футболу — національна молодіжна футбольна збірна Киргизстану, що складається у залежності від турніру із гравців віком до 19 або до 20 років. Вважається основним джерелом кадрів для підсилення складу основної збірної Киргизстану. Керівництво командою здійснює Футбольна Федерація Киргизстану.
Команда має право участі у Юнацькому кубку Азії до 19 років, у випадку успішного виступу на якому може кваліфікуватися на молодіжний чемпіонат світу до 20 років. Також може брати участь у товариських і регіональних змаганнях, зокрема у Кубку Співдружності.